# ولینگ مونیکیپلیتی
ولینگ مونیکیپلیتی (به سوئدی: Vellinge Municipality) یک ناحیه شهری در سوئد است که در استان اسکونه واقع شده‌است.

## خواهرخوانده
شهرهای ترگوویشته و گریمن خواهرخوانده‌های ولینگ مونیکیپلیتی هستند.